# 星空めてお
星空 めてお（ほしぞら めてお）は、シナリオライター、小説家、脚本家。遊演体出身。ライアーソフト所属を経て現在はTYPE-MOON所属。
現実もしくは独自に構築した世界観にファンタジーを加えた作品づくりが特徴である。コンピュータソフトウェア倫理機構が近親相姦を禁止していた時代に、近親相姦をテーマにした作品『腐り姫』を制作する。『Forest』においてイギリス児童文学をモチーフにした作品をつくる。
サインはStarFairy。
Twitterのプロフィールによると、好きな作品に『成恵の世界』を挙げている。

## 主な作品

### ゲーム
- ぶるまー2000 〜BLOOMERS MILLENNIUM〜（2000年、ライアーソフト）
- サフィズムの舷窓 〜The case of H.B.Polarstar〜（2001年、ライアーソフト） - シナリオ
  - サフィズムの舷窓 〜an epic〜（2004年、ライアーソフト） - シナリオ
- 腐り姫（2002年、ライアーソフト） - 企画・原案・シナリオ
- CANNONBALL 〜ねこねこマシン猛レース!〜（2003年、ライアーソフト） - 企画・シナリオ
- Forest（2004年、ライアーソフト） - 企画・シナリオ
- SEVEN BRIDGE（2005年、ライアーソフト）
- Fate/hollow ataraxia（2005年、TYPE-MOON） - シナリオ / ノンクレジット[1]
- とびたて! 超時空トラぶる花札大作戦（2012年、TYPE-MOON） - シナリオ
- Fate/EXTRA CCC（2013年、TYPE-MOON） - シナリオ / ノンクレジット[2]
- Fate/Grand Order（2016年 - 2023年、TYPE-MOON） - シナリオ

### 小説
- 四月の魔女の部屋（TYPE-MOON公式サイトにて2011年4月限定公開 / 星海社FICTIONS〈星海社朗読館〉 2011年11月） - イラスト：逢倉千尋
- ファイヤーガール（TYPE-MOON BOOKS 2012年12月 - 3月 全7巻） - イラスト：BUNBUN
- Fate/Requiem（TYPE-MOON BOOKS 2018年12月 - 既刊2巻） - イラスト：NOCO

### テレビアニメ
- 世界征服〜謀略のズヴィズダー〜（2014年、シリーズ構成、脚本）[3]
- ガールズワーク（未放送、脚本）

### OVA
- カーニバル・ファンタズム 2nd season（2011年、キャラクターコメンタリー脚本）

### PBM
- ネットゲーム96 こうもり城へようこそ!（遊演体）※グランドマスター及び「ダストフロンティア（ヴァージンタウン）」担当マスター[4]。